# Pippin den Pukkelryggede
Pippin, Pipin eller Pepin den Pukkelryggede (fransk: Pépin le Bossu, tysk: Pippin der Buckelige; ca. 767 – 811) var Karl den Stores ældste søn. Pippin udviklede formodentlig kyphosis efter sin fødsel, hvad der foranledigede den tidlige middelalders historikere til at give ham tilnavnet den Pukkelryggede.

## Biografi
Pippins mor var den frankiske adelskvinde Himiltrude. Han opholdt sig stadig ved sin faders hof, efter Karl den Store havde forskudt Pippins mor og giftet sig med Hildegard af Vinzgau.
I 781 blev Pippins halvbror, Karloman, omdøbt til Pippin, da pave Hadrian 1. kronede ham til konge af Italien ved en ceremoni i Rom. Dette skridt kan ses som et tegn på, at Karl den Store havde besluttet sig til at gøre den ældre Pippin arveløs. I 792 lagde Pippin planer om oprør mod faderen sammen med en gruppe ledende frankiske adelsmænd, men komplottet blev opdaget og standset, før det kunne sættes i værk. Karl den Store omstødte Pippins dødsdom og sendte ham i stedet i kloster, i Abbediet Prüm, hvor han døde i 811.